# Kollár József (építész)
Kollár József (Pest, 1869. december 18. – Budapest, 1943. július 8.) zsidó származású magyar építész.

## Életútja
Kohn Dávid (1820–1905) pénzváltó és Weisz Anna elsőszülött fiaként született zsidó családban. Kohn családi nevét 1892-ben változtatta Kollárra. A budapesti műegyetemen tanult, ahol 1894-ben szerzett oklevelet. 1892-ben külföldön járt tanulmányúton. Ezután Schmahl Henrik tervezőirodájának lett a munkatársa, 1900-ban pedig társult Révész Sámuellel. Közösen nyerték meg az első díjat a Központi Zálogház palotájára kiírt pályázaton. Számtalan villát, bérházat, bankat és részvénytársasági székházat terveztek és építettek. Ilyenek pl.: Deák Ferenc téri áruház, a Kossuth Lajos tér 10., a Vörösmarty tér 4. sz. bérházak. A fővárosban első ízben alkalmaztak „cour d'honneur”-szerű beépítést az Üllői út 59. sz. bérháznál. Művein megfigyelhetők időrendben az olasz gótika, a szecesszió és a barokkos motívumok. 1919. május 23-án a pest-terézvárosi római katolikus plébánián megkeresztelkedett. Halálát hólyagrák, szívizom elfajulás okozta.